# Sables mouvants
Ne doit pas être confondu avec Liquéfaction du sol ou Solifluxion.

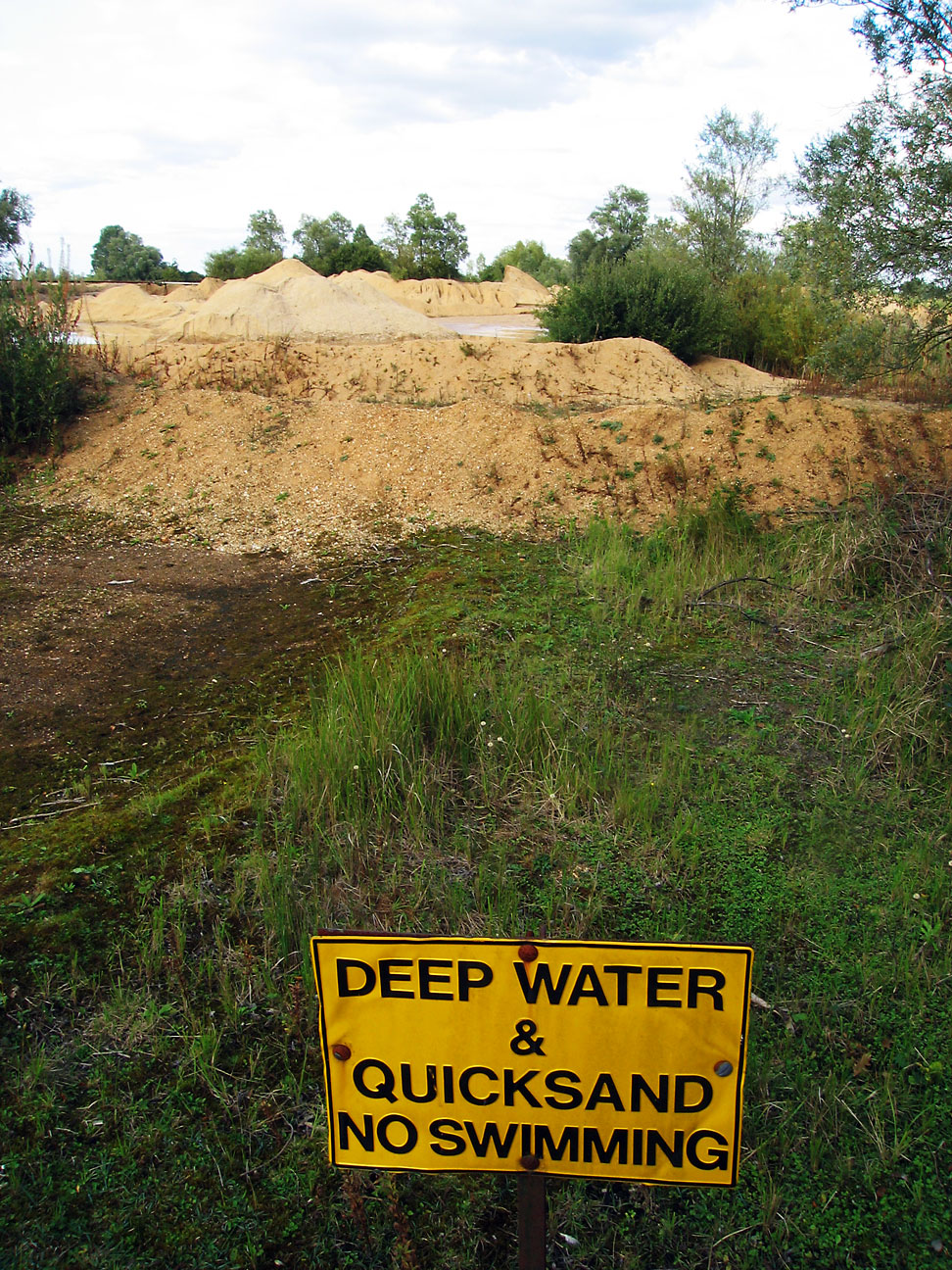
Un panneau d'avertissement dans une carrière d'extraction de sable : « Eau profonde et sables mouvants, pas de baignade. »

Les sables mouvants, appelés aussi lises, sont des zones de sol semblant résistantes, mais ne pouvant supporter une certaine pression. Ils apparaissent sous certaines configurations comme un phénomène naturel.

## Les différentes formes de sable mouvants[2]
La formation du sable mouvant requiert un certain nombre de conditions spécifiques et ne peut être réalisée que dans un environnement  très particulier. Il existe néanmoins divers sables mouvants qui se différencient par leur composition et  sont les suivants.

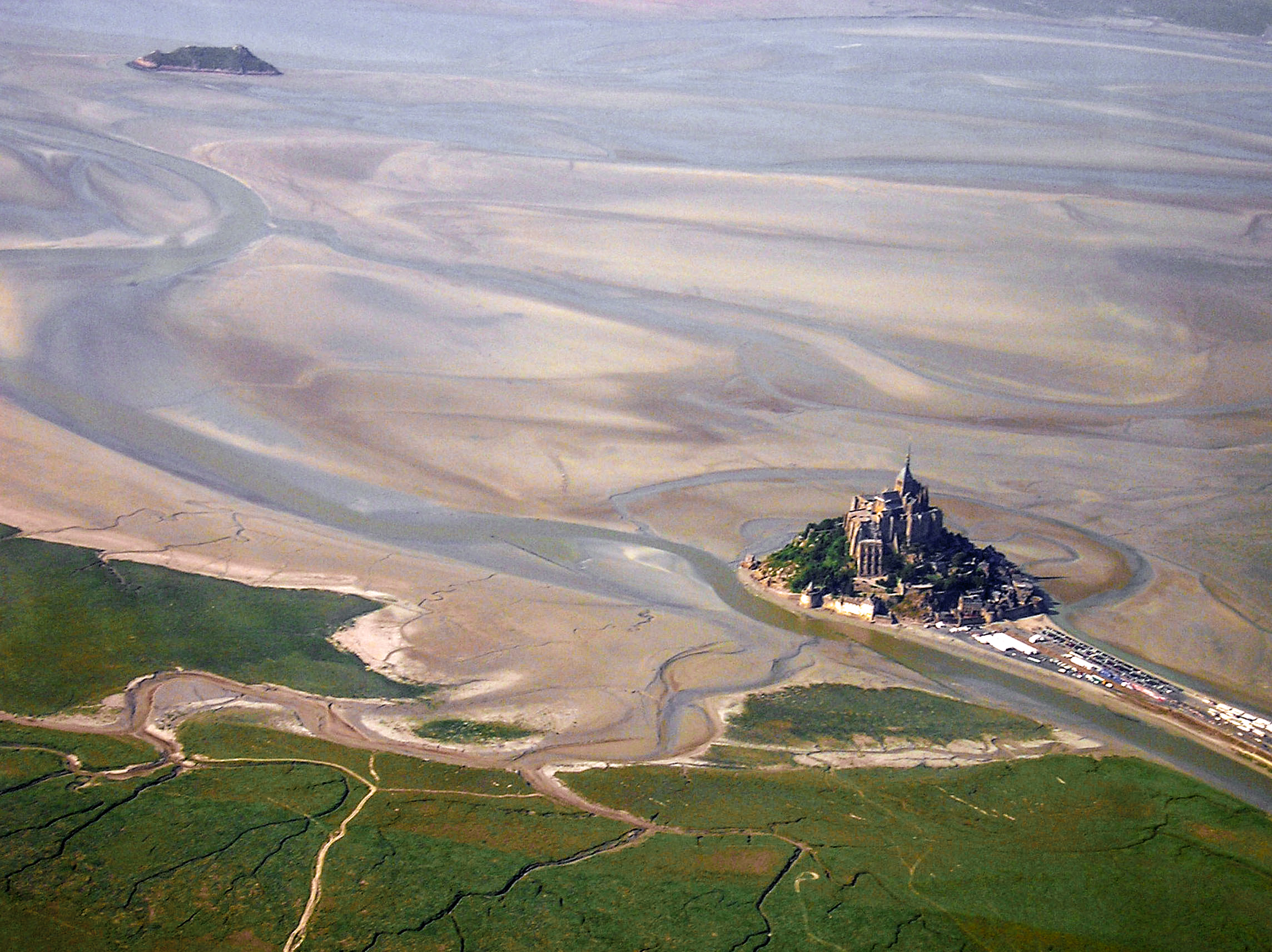
Vue aérienne du Mont-Saint-Michel.

### Sables mouvants humides

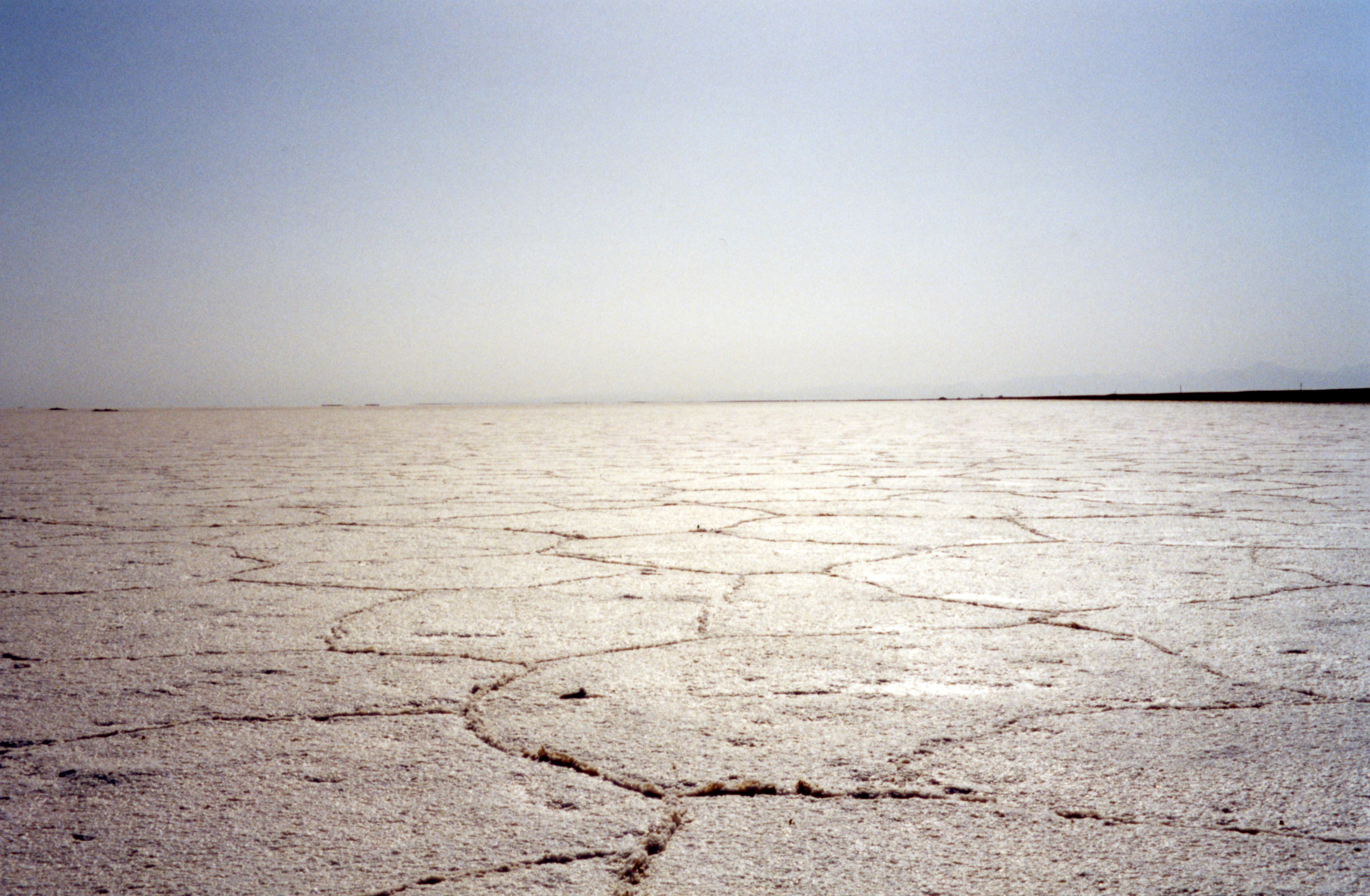
Le désert de sel iranien constitué du désert de Kavir et du désert de Lut.

Le sable mouvant classique est constitué de sable, d'argile et d'eau et apparaît le plus souvent dans des zones humides comme au bord de plage, de marais ou de cours d’eau. C'est un milieu très instable qui peut se liquéfier en quelques secondes. Ce qui en fait la dangerosité est principalement ce sol lisse, qui paraît résistant et peut se rompre sous l’effet d’une contrainte, changeant  d'aspect et passant d'un état solide à  un état liquide de moins en moins visqueux, puis de plus en plus visqueux, revenant à un état solide aboutissant à un phénomène qui ressemble à la « prise » du béton.  Ainsi la personne ou l'objet s’enfonce petit à petit sans pouvoir s’échapper. Le corps se retrouve ainsi bloqué dans un sable agissant comme de la mélasse. Le Mont Saint-Michel ou les déserts d'Iran figurent parmi les localisations les plus réputées pour ce type de sables mouvants.

### Sables mouvants «secs»
Le sable mouvant « sec » est formé de grains de sable fins et clairs. L'absence d'eau le différencie des autres sables mouvants. Les sables mouvants secs sont le plus souvent situés dans des régions arides, par exemple dans les déserts en Iran. Ces sables mouvants « secs » contiennent 40 % de sable et 60 % d’air. C'est la présence d'air qui fragilise la structure des grains de sable. L'air forme alors des cavités ou des trous qui vont rendre la structure granulaire instable. C’est pourquoi la substance change d’apparence en passant d’un état qui parait solide à un état qui ne l'est plus et où la moindre force appliquée peut ensevelir l’objet ou la personne. De plus, l'absence de poussée d'Archimède [réf. nécessaire] rend ce type de sable mouvant très dangereux, car celle-ci aurait dû empêcher le corps d'être  enseveli. Le fesh-fesh se forme selon le même principe.

### Sables mouvants «mouillés»

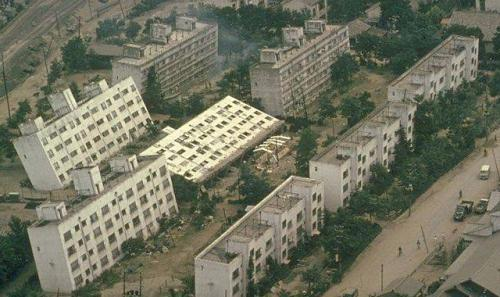
Immeubles de Niigata partiellement enfoncés dans le sol qui basculent en raison de liquéfaction des sols.

Ce type de sable mouvant est rare  et original par sa composition, car il est majoritairement constitué de sable et d'eau. Ces sables mouvants « mouillés » sont dangereux parce qu'ils engendrent des risques naturels dévastateurs. Dans ce cas, c'est le trop plein d'eau qui brise la structure des grains de sable, fluidifiant le sol et entraînant, le plus souvent, de graves conséquences. La quantité d'eau doit rester stable, car si elle augmente de seulement 1 %, la structure se fragilise et peut s'écrouler.
Ce phénomène s'est produit par exemple lors du séisme de 1964 à Niigata au Japon, qui a eu pour conséquence de liquéfier les sols.

## Phénomène d'enfoncement[4]

### Composition
Le sable mouvant est un mélange de sable, d’eau salée et d’argile et réagit de façon similaire au yaourt. L'argile possède une structure particulière : elle est organisée en un réseau complexe tridimensionnel constitué de plaquettes. Lorsqu'une force est appliquée sur le sable mouvant, ce sont ces plaquettes qui se brisent. Par conséquent, l'eau se dissocie de l'argile, le sel et le sable retombent au fond de l'eau. Le sable mélangé avec le sel forme une substance proche de celle du ciment ce qui empêche un objet ou une personne de s'en échapper. 

### Viscosité du sable mouvant
Une lise se forme quand un sol granuleux (comme du sable) est saturé par une eau remontant du sous-sol avec suffisamment de pression pour séparer et mettre en suspension les grains.
Les forces de frottement entre les particules sont donc considérablement réduites et le mélange s’apparente plus à un fluide épais qu’à une matière solide, le courant d'eau participant au maintien du mélange en suspension.
Un sable mouvant type est formé d'argile, de sable fin et d'eau salée. Un tel mélange voit sa viscosité augmenter naturellement avec le temps. Si la surface est sèche, elle peut masquer la véritable nature de la zone. Il apparaît souvent comme solide jusqu'à ce qu'un choc ou une pression (due au poids d'une personne, par exemple) lui redonne sa faible viscosité (phénomène de type thixotropie).
La mécanique des sables mouvants a été étudiée en détail par l'équipe de Daniel Bonn (du Laboratoire de statistique de l'École normale supérieure de Paris  et de l'Université d'Amsterdam). Les physiciens ont ainsi étudié l'enfoncement d'un corps dans un sable mouvant et l'évolution de sa viscosité. Ils ont pour cela utilisé un mélange de 10 % d'argile et de 40 % d'un mélange de sable et d'eau salée, composition d'un sable mouvant iranien. Ceux-ci ont constaté qu'une augmentation de seulement 1 % de l'agitation de ce fluide suffisait à faire beaucoup diminuer la viscosité. Ainsi, un cisaillement suffit à provoquer une liquéfaction subite du fluide, entraînant les corps en surface à s'y enfoncer.
Après cette liquéfaction, la viscosité augmente avec le temps, du fait qu'il y a séparation progressive entre une phase riche en sable, et une phase riche en eau. La phase sableuse pouvant contenir jusqu'à 80 % du volume de sable, elle agit comme un ciment.
La densité du mélange étant proche de 2, tout corps ayant une densité proche de 1 plongé dans un sable mouvant subira une poussée d'Archimède proche de deux fois son poids.
Des sables mouvants très spécifiques peuvent être observés. Ils ont habituellement pour constituants de base l'eau et le sable et ont besoin de conditions spéciales pour exister. On trouve aussi, plus rarement, des sables mouvants dans les déserts ; ils sont alors essentiellement constitués de sable et d'air.

## Mythe des sables mouvants[7]
Les sables mouvants ont particulièrement marqué non seulement la science mais aussi la fiction. Ils ont été évoqués dès  l’Antiquité.
La Tapisserie de Bayeux relatant la Conquête normande de l'Angleterre, illustre ce phénomène d’enfoncement provoqué par le sable mouvant. En effet, parmi les nombreuses scènes de cette toile, l'une d'entre elles  représente des soldats coincés dans des sables mouvants au Mont Saint-Michel.
L'expression  a aussi été employée par Shakespeare, qui désigne le duc de Clarence comme « un sable mouvant de tromperie ».

## Dans la culture populaire
Dans la culture populaire, notamment dans la littérature et au cinéma, les sables mouvants sont connus pour leur mythique représentation exagérée du danger qu'ils représentent. De nombreuses œuvres ont représenté les sables mouvants comme pouvant absorber entièrement une personne et la noyer. Cela est en réalité faux. Une personne ne peut s'enfoncer que jusqu'en haut des jambes. Il est donc impossible de se noyer dans du sable mouvant. Le danger est de se retrouver coincé si le sable se solidifie ,.

## Source et bibliographie
- (en) A. Khaldoun, E. Eiser, G. H. Wegdam et Daniel Bonn, Rheology: Liquefaction of quicksand under stress, Nature, volume 437, numéro 635, 29 septembre 2005.
- Céline Deluzarche, Science - Environnement, l'Internaute : Vrai ou Faux ? On se noie dans les sables mouvants, janvier 2006.
- Daniel Bonn, « Savoirs ENS : les sables mouvants », vidéo d'une conférence donnée à l'ENS, 3 décembre 2005